# Alexander av Tver
Alexander av Tver, död 1339, var en rysk monark. Han var regerande storfurste av Vladimir från 1326 till 1327.